# The Woman Who Fell to Earth
The Woman Who Fell to Earth (traducido literalmente como La mujer que cayó a la Tierra) es el primer episodio de la undécima temporada de la serie británica de ciencia ficción Doctor Who. Está escrito por Chris Chibnall y dirigida por Jamie Childs, fue transmitido el 7 de octubre de 2018, por el canal BBC One. Constituye el debut oficial como titular de Jodie Whittaker como la Decimotercer Doctor, siendo también la primera mujer en este rol, y también es el debut de Bradley Walsh, Tosin Cole y Mandip Gill como sus acompañantes Graham O'Brien, Ryan Sinclair y Yasmin Khan.

## Sinopsis
En una ciudad del sur de Yorkshire, Ryan Sinclair, Yasmin Khan y Graham O'Brien están a punto de cambiar sus vidas para siempre, ya que una misteriosa mujer, incapaz de recordar su propio nombre, cae del cielo nocturno. ¿Pueden creer una palabra de lo que ella dice? ¿Y puede ayudar a resolver los extraños eventos que tienen lugar en la ciudad?

## Trama
Ryan Sinclair (Tosin Cole), un joven dispráxico, llama a la policía después de que aparezca una cápsula azul mientras recuperaba su bicicleta de práctica. Después de mostrar la cápsula a la policía Yasmin Khan (Mandip Gill), su vieja amiga de la escuela, Ryan recibe una llamada de su abuela, Grace (Sharon D. Clarke), al enterarse de que ella y su esposo Graham O'Brien (Bradley Walsh) están atrapados a bordo de su tren por una esfera flotante de tentáculos eléctricos, junto a un operador de grúa, Karl (Jonny Dixon). Ryan y Yasmin llegan al tren justo cuando el Doctor (Jodie Whittaker), recién regenerada, cae por el techo del carruaje. El orbe sale, poco después de golpear al grupo con un rayo de energía. Karl se va mientras los otros permanecen con el Doctor, quien está sufriendo amnesia parcial posterior a la regeneración mientras descubren que todos han sido implantados con bombas destructoras de ADN.
La búsqueda del orbe lleva al grupo a un almacén cuyo propietario adquirió la cápsula, vinculándola con la desaparición de su hermana, llegando justo después de que el hombre fuera asesinado por un extraterrestre que emergió de la cápsula. El Doctor, asumiendo que los dos alienígenas son enemigos mortales, juega con la cápsula y construye un destornillador sónico de repuesto a partir de piezas de repuesto antes de que el grupo encuentre y someta el orbe. El orbe se revela como una masa de bobinas de recolección de datos biológicos con datos sobre Karl. El segundo alienígena pronto aparece, presentándose como Tzim-Sha del guerrero Stenza que vino a la Tierra para una búsqueda ritual de liderazgo. Aunque un doctor furioso (que se dirige a él como "Tim Shaw") exige que Tzim-Sha y su gente dejen la Tierra sola, descarga los datos de las bobinas antes de teletransportarse a la ubicación de Karl en un patio de construcción.
Después de que el grupo no logra evitar que Tzim-Sha lo capture, el Doctor recuerda por completo su identidad y lo confronta. Ordenando a Tzim-Sha que libere al humano, ella amenaza con destruir su dispositivo de recuperación y dejar al Stenza en la Tierra ante su negativa. Tzim-Sha responde detonando las bombas de ADN, pero el Doctor revela que las transfirió nuevamente a las bobinas, que el Stenza se autoimplantó sin saberlo mientras descargaba sus datos. Cuando el Doctor arroja el dispositivo de recuperación a Tzim-Sha para devolverlo a su planeta, Grace muere como resultado de caer de la grúa mientras destruye con éxito las bobinas. Después del funeral de Grace y un cambio de ropa, el Doctor construye un teletransportador para llegar a la TARDIS. Se despide de los demás, solo para llevarlos inadvertidamente con ella al espacio profundo.

## Producción

### Casting
El episodio presenta a Jodie Whittaker como la Decimotercer Doctor. Su predecesor Peter Capaldi se apartó de su papel como Duodécimo Doctor después de la décima temporada, luego de haber interpretado el papel durante tres temporadas. Su última aparición fue en el especial de Navidad de 2017, "Twice Upon a Time". Steven Moffat declaró en febrero de 2017 que Chibnall intentó persuadir al actor para que continuara en la undécima temporada, pero a pesar de esto, Capaldi aún decidió irse.
La búsqueda del actor para interpretar al Decimotercer Doctor, dirigida por Chris Chibnall, comenzó más tarde en 2017, después de que completó el trabajo en la tercera temporada de la serie de ITV Broadchurch, de la que también es el escritor principal y productor ejecutivo. Chibnall tuvo la última palabra sobre la elección del actor, aunque la decisión también involucró a Charlotte Moore y Piers Wenger, la directora de contenido y directora de drama de la BBC, respectivamente. Los informes de los medios y los corredores de apuestas especularon sobre quién reemplazaría a Capaldi como el Decimotercer Doctor, con Ben Whishaw y Kris Marshall entre las predicciones más populares. El 16 de julio del 2017, después de la final masculina del Campeonato de Wimbledon del 2017, se dio a conocer que Whittaker retrataría la decimotercera encarnación de El Doctor.
El episodio también presenta un nuevo conjunto de compañeros, incluidos Bradley Walsh, Tosin Cole y Mandip Gill como Graham O'Brien, Ryan Sinclair y Yasmin Khan, respectivamente. La actriz Sharon D. Clarke también aparece como la abuela de Ryan y la esposa de Graham, Grace. En el episodio también están invitados Johnny Dixon y Samuel Oatley.

### Filmación
Jamie Childs dirigió el primer y noveno episodio de la temporada en el primer bloque de producción, y dirigió el video de introducción de Whittaker como la Decimotercer Doctor.
La preproducción de la undécima temporada comenzó a fines de octubre del 2017. Después de la filmación de la temporada se esperaba que se estrenara a finales del 2017, pero comenzó oficialmente con el primer episodio el 7 de noviembre del 2017. La undécima temporada se filmó con lentes anamórficas Cooke y Angénieux por primera vez en la historia de la serie, una decisión creativa tomada para hacer que el espectáculo se vea más cinematográfico.
- Datos: Q56628759